# Srbi u Bocvani
Srbi u Bocvani predstavljaju jednu od mnogobrojnijih etničkih skupina u ovoj državi.

## Povijest
Prvi Srbi koji su došli na jug Afrike su formirali svoje kolonije. Migracija srpskog stanovništva se dogodila u četiri vala: prvi u 19. stoljeću, kada su dolazili kako bi radili u rudnicima, drugi je započeo 1945. godine kada je na jug Afrike došla politička emigracija i protivnici komunističkog režima, treći se dogodio tijekom 1960-ih i 1970-ih godina, nakon stjecanja nezavisnosti većine afričkih zemalja i priključenja Pokretu nesvrstanih, kada tvrtke iz SFRJ dolaze sa svojim radnicima u ove krajeve, dok se četvrti val zbio 90-ih godina 20. stoljeća kada je srpsko stanovništvo bježalo od ratova na teritoriji bivše Jugoslavije i nemaštine.
Krajem 60-ih godina 20. stoljeća u Bocvanu su se počeli doseljavati srpski arhitekti, prostorni planeri, liječnici, zdravstveni radnici, profesori, građevinci, tehnolozi, a danas oko 350 Srba čini srpsku komunu u Bocvani. Srpska zajednica u Bocvani osnovana je 2010. godine s ciljem da se održi kultura, tradicija i jezik, a također je od rujna 2011. godine u Gaboroneu aktivna i srpska škola. U Bocvani se istakao srpski arhitekt Konstantin Kokan Mandić, koji je radio u Zimbabveu prije nego što je 1979. godine kao arhitekt Energoprojekta došao u ovu afričku državu. Ostao je upamćen po projektima u glavnom gradu Bocvane kao što su zgrada pošte, stambeni kompleks u blizini Sveučilišta, nacionalni nogometni stadion.

## Poznati Srbi u Bocvani
- Konstantin Mandić, arhitekt
- Veselin Jelušić, bivši izbornik nogometne reprezentacije Bocvane
- Dragojlo Stanojlović, nogometni trener[5]
- Vanja Klarić, tenisačica[6][7]

## Vanjske poveznice
- (eng.) Udruga Srba u Bocvani  Arhivirana inačica izvorne stranice od 21. kolovoza 2016. (Wayback Machine)
- (srp.) Marko Lopušina: Badnjak sloge na afričkom suncu, Večernje novosti, 6. siječnja 2014.